# 白沙水
白沙水又称赤水河、长塘水，位于中国广东省中南部，是潭江右岸支流，发源于开平市南端三两银山，蜿蜒向北流经狮山水库、赤水镇长塘村、东山圩、赤水圩、和安村等地，过冲口村后成为开平市与台山市的界河，继续向北流经台山市白沙镇等地，最后于白沙镇百足尾（山丘）以西汇入潭江。河长49千米，平均比降0.71‰，流域面积383平方千米。年均径流量4.7亿立方米。白沙水上游地处高山幽谷，林木繁茂，狮山水库库区建有狮山和东山两个林场。中下游两岸多为低丘河谷平原，白沙镇以下易受潮汐影响，地势低洼，历史上属于洪涝区。目前，白沙镇以下河段可以通航10～20吨小船。